# Txarli Prieto

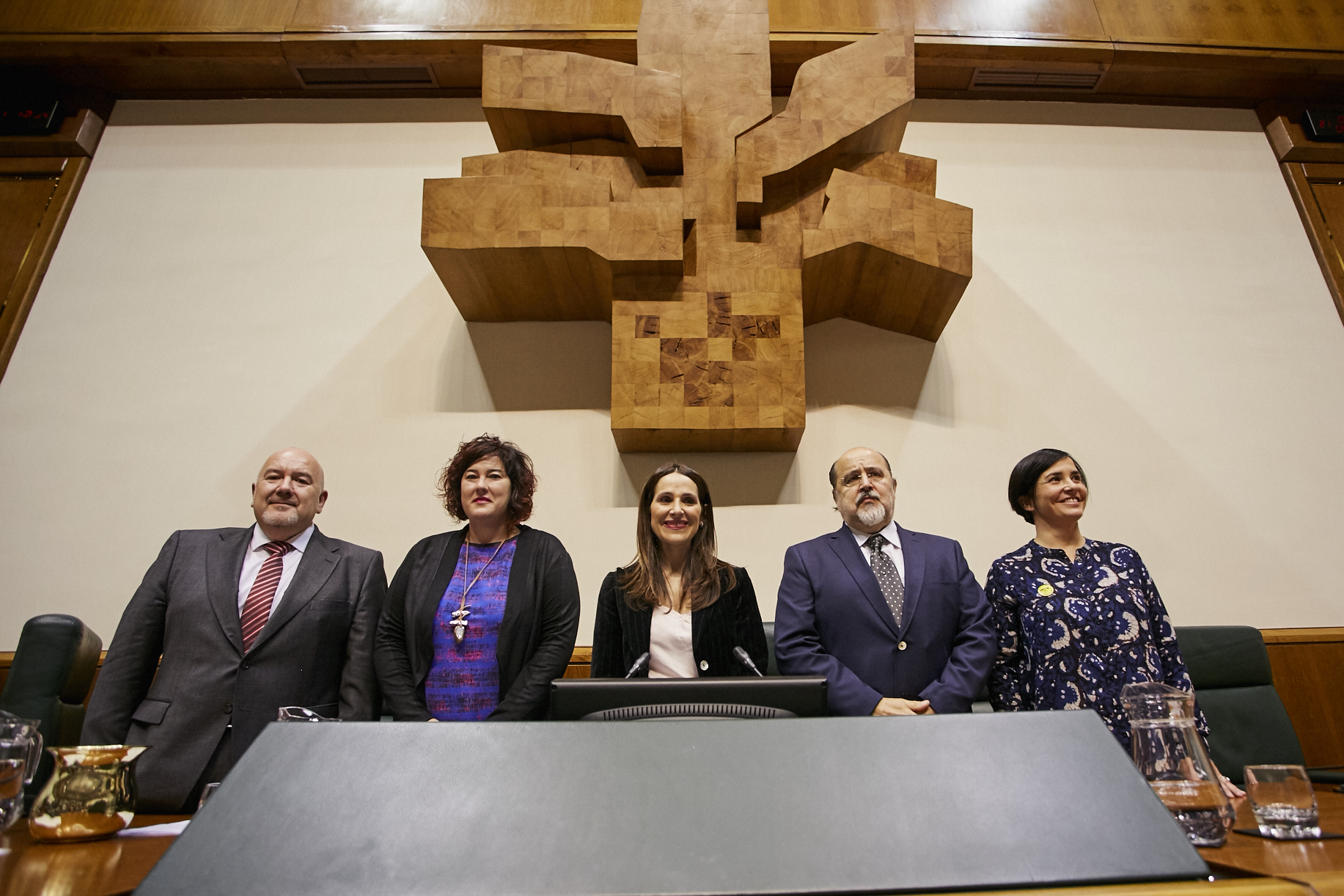
En la mesa del Parlamento Vasco, en 2016.

Juan Carlos Prieto San Vicente (Vitoria, 29 de marzo de 1957), conocido como Txarli Prieto, es un político español del Partido Socialista de Euskadi-Euskadiko Ezkerra.

## Biografía
Ingresó en el Partido Comunista de España (PCE) en 1975. También fue militante de Comisiones Obreras. Durante su militancia en el primero llegó al cargo de secretario general del EPK-PCE en Álava en 1987, puesto que ocupó hasta 1991. Fue también secretario general de CCOO en Álava entre 1982 y 1991. Partidario de Santiago Carrillo, abandonó en esa fecha el partido comunista para embarcarse en la aventura liderada por Carrillo, la Mesa para la Unidad de los Comunistas que más tarde adoptó el nombre de Partido de los Trabajadores de España (PTE). Al fracasar este proyecto e integrarse el PTE en el PSOE, Prieto ingresó en el Partido Socialista de Euskadi-PSOE. Tras su ingreso en el PSE-PSOE, Prieto fundó una empresa del sector de la construcción.
Prieto fue escalando posiciones en el PSE-PSOE de Álava. En 1999 fue elegido procurador en las Juntas Generales de Álava y, en el marco del pacto con el Partido Popular que llevó a Ramón Rabanera a ser Diputado General de Álava, Prieto fue elegidido vicepresidente de las Juntas Generales. En las sucesivas elecciones a las Juntas Generales (2003 y 2007, en estas últimas ya como cabeza de lista), fue reelegido procurador, siendo portavoz del PSE-EE en estas. Tras las elecciones de 2007, en las que quedó en segundo lugar, apenas a 200 votos del Partido Popular, le faltó un voto para alzarse con la Diputación General (en la segunda ronda, Prieto obtuvo 15 votos, los 14 del PSE-EE y uno de Ezker Batua, por 16 del candidato del PNV, Xabier Agirre, que obtuvo los 14 de su partido y 2 de EA). En 2005, Prieto fue  elegido secretario general del PSE-EE en Álava.
Fue el cabeza de lista del PSE-EE por Álava en las elecciones al Parlamento Vasco de 2009.
Volvió a repetir como cabeza de lista en las últimas elecciones a las Juntas Generales de Álava. En las elecciones de 2011 el PSE-EE/PSOE consiguió el peor resultado de su historia en tierras alavesas. Fue cuarta fuerza política tanto en número de votos como en escaños, y fue superado por PP, EAJ-PNV y la coalición Bildu. Logró un 16,77% de los votos emitidos, perdiendo más de 15.000 votos respecto a la anterior cita electoral. Tras conocer el resultado de las elecciones dimitió y dejó su cargo en las Juntas Generales de Álava al poco tiempo. 